# Сведущий (эсминец)
«Сведущий» —эскадренный миноносец проекта 56 (код НАТО — «Kotlin class destroyer»).

## История строительства
Зачислен в списки  СССР 3 октября 1952 года. Заложен на заводе № 190 им. А. А. Жданова 7 декабря 1953 года (строительный № 705), спущен на воду 17 февраля 1955. Корабль принят флотом 31 января 1956 года, 16 февраля 1956 года эсминец вступил в состав Советского Военно-Морского Флота.  Эсминец "Сведущий" совершил переход в августе-сентябре в 1963 года в составе группы кораблей: крейсера Ушаков и эсминцев: 56 проекта "Сведущий" и  30-бис "Огненный" из Североморска в Севастополь на Черноморский флот, которым командовал адмирал Чурсин. В 1960 году в августе- сентябре месяце эсминцы 56 проекта "Сведущий" и "Скромный" совершили переход на завод им. Жданова в состав 170 бригады город Североморск. 

## Служба
"Сведущий" проходил испытания на Балтике. 12 октября 1956 года корабль зачислили на Северный флот и перевели в состав 121-й БрЭМ. С 12 ноября 1958 года по 29 октября 1960 года эсминец находился на ремонте на ССЗ № 190 в Ленинграде. 5 июля 1959 года "Сведущий" был зачислен в состав 170-й бригады эскадренных миноносцев. В августе 1960 года был поднят вымпел после получения боезапаса и ходовых испытаний, ремонта и модернизации на заводе №190. В сентябре 1960 находился в Балтийске и готовился к переходу совместно с эсминцем "Скромным" из Балтики на Северный флот, переход был задержан из-за отбытия из Балтийска Н.Хрущёва в Нью-Йорк на теплоходе, который сопровождали два эсминца Балтийского флота.  Эсминец "Сведущий" с сентября 1960 года по август 1963 года находился в первой линии боевых сил Северного флота.
Во время учения "Полярный круг" произошла авария на К-19 в районе острова Ян-Майен. Эсминец "Сведущий" принял на свой борт правительственную комиссию по аварии АПЛ К-19 в начале июля 1961 года. Именно  "Сведущий" сопровождал и конвоировал АПЛ  К-19 до губы Западная лица. 
17 июля 1962 года «Сведущий» посетили министр обороны СССР Р. Я. Малиновский и Главнокомандующий ВМФ С. Горшков.
В августе-сентябре эсминец "Сведущий" совершил дальний поход Североморск- Севастополь. 5 октября 1963 года эсминец был переведён на Черноморский флот в состав 11-й БрЭМ 30-й дивизии надводных кораблей. В 1964 году корабль участвовал в учениях по противолодочной подготовке; в следующем году — снова на учениях. В 1966 году принимал участие в артиллерийских стрельбах, а в 1967 году прошёл ремонт. В 1968 году эсминец находился на учениях по противолодочной подготовке «Заря», в следующем году отрабатывал противолодочные задачи, в 1970 году опять участвовал в учениях ЧФ. С 1971 по 1973 год находился на консервации с дальнейшим переводом в состав 70-й БПЛК 30-й ДиПЛК.
В 1973 году «Сведущий» нёс боевую службу в Средиземном море, в октябре проводил грузовые суда от Дарданелл до Латакии (Сирия). В 1974 году — новая боевая служба в Средиземном море. В период с 31 августа 1977 по 19 июня 1979 года на «Севастопольском морзаводе» «Сведущий» был модернизирован по проекту 56-ПЛО и до 30 июня 1980 года находился на консервации в Севастополе (в районе Троицкой балки), после был включён в 39 ДиМДС в качестве корабля огневой поддержки десанта. 10 апреля 1981 года эсминец, выполняя швартовку в Севастополе, повредил ДРК. 
8 апреля 1992 года эсминец был исключен из списков флота для демонтажа и реализации, экипаж «Сведущего» был расформирован 31 декабря. Корпус эсминца разрезали на металл в Инкермане в ноябре 1993 года.

## Особенности конструкции
Облегченную мачту в 1960 году заменили на усиленную, РЛС «Риф» заменили на РЛС «Фут-Н». Характерной деталью корабля была также размещённая на грот-мачте рядом с РЛС «Фут-Н» станция «Мачта-П4». На стабилизированном визирном посту находилась РЛС прямоугольного сечения «Якорь-М1» (затем «Якорь-М2»). Опора кормовой станции «Фут-Б» имеет с кормы характерную ступеньку на общем силуэте корабля. Помещение приёмо-передатчика «Фут-Н» имеет прямую носовую стенку (аналогично последующим кораблям ленинградской постройки). Мостик выполнен прямым, без выступа, в ходе последующих ремонтов и модернизаций его сделали закрытым.

## Бортовые номера
В ходе службы эсминец сменил ряд следующих бортовых номеров:
- 1956 год — № 45;
- 1957 год — № 42;
- 1959 год — № 544;
- 1961 год — № 259;
- 1963 год — № 685;
- 1964 год — № 603;
- 1965 год — № 720;
- 1966 год — № 774;
- 1969 год — № 309;
- 1983 год — № 519;
- С июля 1984 года — № 522;
- 1988 год — № 516;
- 1991 год — № 511;
- 1992 год — № 519.